# 坂泰斗
坂泰斗（日语：／ Ban Taito，1992年12月18日—）是日本男性聲優，隸屬於大澤事務所。

## 經歷
2022年1月1日，因原本隸屬的Pro-Fit停止業務，故坂泰斗跟石上靜香和石谷春貴一同移籍至大澤事務所。

## 配音作品

### 電視動畫
2018年
- 東京喰種:re（茨橋駿一）
- 工作細胞（紅血球2、紅血球1、癌細胞1）

2019年
- 海盜戰記（古利姆、阿謝拉特傭兵團員、賈巴薩軍士兵、哥魯姆村的年輕人、英格蘭軍士兵、丹麥軍士兵、托魯克爾隊維京人、料理人、酒場的客人、約克的鎮民、船員）
- 科學一方通行（名荷原弘見）
- GIVEN 被贈與的未來（八木玄純）
- 鬼滅之刃（鬼殺隊士前輩隊員）
- 在地下城尋求邂逅是否搞錯了什麼II（塔木茲）
- 戰姬絕唱SYMPHOGEAR XV（緒川捨犬）
- 星合之空（須永真士郎）

2020年
- 魔術師歐菲 流浪之旅（哈帝亞）
- 籃球少年王（田茂友紀男）
- DECA-DENCE（麥奇）
- Healin' Good ♥ 光之美少女（菅原有斗）
- 暮蟬悲鳴時業（不良）
- 憂國的莫里亞蒂（馬鈴薯店主、男、觀眾A、乘務員B）

2021年
- 2.43 清陰高中男子排球社（銘誠1番）
- 轉生成蜘蛛又怎樣！
- 裝甲娘戰機（據點民、防衛隊士官）
- 王之逆襲 意志的繼承者（ライデン父）
- 工作細胞!!（腸管上皮細胞）
- 無職轉生～到了異世界就拿出真本事～（三男）
- 關於我轉生變成史萊姆這檔事（柯比）
- 花樣滑冰Stars（佐藤優樹）
- 魔術師歐菲 流浪之旅 基姆拉克篇（哈帝亞）
- 堀與宮村（男學生）
- 魔卡派對（艾瑞克、學生）
- 86－不存在的戰區－（東山·薩沙、同級生）
- 美少年偵探團（咲口長廣）
- 夢夢貓 Mix！（ケンジ）
- 不要欺負我，長瀞同學（男性）
- 憂國的莫里亞蒂（銀行員、ヤード、記者、議員、市民）
- 戰鬥員派遣中！（魔族B）
- 刮掉鬍子的我與撿到的女高中生（社員）
- 卡片戰鬥!! 先導者 overDress（隊長、男）
- 龍先生、想要買個家。（士兵C）
- 我們的重製人生
- 現實主義勇者的王國重建記（羅布拖爾·烏德卡德）
- 境界戰機（大西タクト）
- 國王排名（町人、兵士、副隊長）
- 陰陽眼見子（超商店員）

2022年
- 失格紋的最強賢者（基亞斯）
- 戀上換裝娃娃（學生、活動參加者）
- 自稱賢者弟子的賢者（重臣、諾蘭德）
- 國王排名（騎士2、隊員、傭兵）
- 薔薇王的葬列（傳令、諾森伯蘭）
- 平家物語（平家兵）
- BUILD DIVIDE -#FFFFFF-（鳩打椿）
- 女性向遊戲世界對路人角色很不友好（丹尼爾）
- 處刑少女的生存之道（恐怖分子）
- BORUTO-火影新世代-NARUTO NEXT GENERATIONS-（ゴカイ）
- Healer Girl 歌癒少女（觀眾們）
- 哆啦A夢（電台）
- 在地下城尋求邂逅是否搞錯了什麼IV（盧維斯·立利克斯[2]）
- 徹夜之歌（番台の兄ちゃん）
- 打工吧！！魔王大人（大學生）
- 名偵探柯南（刑警）
- 前進吧！登山少女 Next Summit（螢之光〈合唱〉、同班同學、登山客C）
- VAZZROCK THE ANIMATION（立花步）
- 忍之一時（伴朱雀[3]）
- 我想成為影之強者！（男學生、教團兵）
- 入間同學入魔了！（教師）
- 機動戰士GUNDAM 水星的魔女（多米尼克斯的機械師、貝西·恩里克）

2023年
- 關於我在無意間被隔壁的天使變成廢柴這件事（藤宮周[4]）
- 海盜戰記 SEASON 2（商人、客人、士兵、傭人、從士、蜘蛛）
- 不相信人類的冒險者們好像要去拯救世界（卡利歐斯）
- Sugar Apple Fairy Tale（薩禮慕）
- 真·進化果實～不知不覺踏上勝利的人生～（男子1、肯佩爾的父親）
- 入間同學入魔了！（毛莫）
- 呆萌酷男孩（男子社員）
- 魔術師歐菲 流浪之旅 阿邦拉馬篇（哈帝亞）
- 東京喵喵 NEW（飼育員）
- 魔法少女毀滅者（防毒面具）
- 【我推的孩子】（森本健吾）
- Dr.STONE 新石紀 NEW WORLD（索育茲）
- 黃金神威（士兵們、小孩）
- 魔術師歐菲 流浪之旅 聖域篇（哈帝亞）
- 機戰少女Alice Expansion（薩西）
- 肌肉魔法使-MASHLE-（羅迪茲·埃姆斯）
- 奇異賢伴 黑色天使（馬特〈黑面具〉[5]）
- 大小姐和看門犬（男子2）
- 地下忍者（雲隱九郎[6]）
- 靠著魔法藥水在異世界活下去！（羅蘭德[7]）
- 柚木家的四兄弟（外山）
- 我想成為影之強者！ 2nd season（薩布拉）
- 川越男子歌唱團（學生）
- 咒術迴戰 懷玉·玉折 / 澀谷事變（禰木一派）

2024年
- 我獨自升級（成振宇／水篠旬[8]）
- 葬送的芙莉蓮（托恩）
- 戰隊大失格（戰鬥員F、獅音陸）
- 轉生貴族憑鑑定技能扭轉人生（利茲·繆賽斯[9]）
- 吸血鬼男子宿舍（不良B）
- 月光下的異世界之旅 第二幕（西里）
- 怪獸8號（板倉）
- 終末的火車前往何方？（自警團員）
- 夜晚的水母不會游泳（濱內）
- WIND BREAKER—防風少年—
- 異世界自殺突擊隊（亞當）
- 新人大叔冒險者，被最強隊伍操到死成無敵（親衛隊隊員A）
- 【我推的孩子】 第2期（森本健吾）
- 我要【招架】一切～反誤解的世界最強想成為冒險家～（扎杜）
- 地下城中的人（雷斯忒斯）
- 村井之戀（弟子）
- 妖怪學校的菜鳥老師！（泥田耕太郎[10]）
- 魔王2099（男演員A、歐加）
- BLUE LOCK 藍色監獄 VS. U-20 日本代表隊（若月樹[11]）
- 蠟筆小新（客人B）

2025年
- 我獨自升級 Season 2 -Arise from the Shadow-（成振宇／水篠旬[12]）
- 群花綻放、彷如修羅（箱山瀨太郎[13]）
- 異修羅 第2期（變動維澤）
- 龍族拼圖（拜託星人）
- 一兆＄遊戲（廣告代理店的男人）
- 青之驅魔師 終夜篇（阿魯姆瑪貝爾）
- 我與尼特女忍者的莫名同居生活（正君）
- 最弱技能《果實大師》 ～關於能無限食用技能果實（吃了就會死）這件事～（尤安）
- 金牌得主（鴗鳥慎一郎[14]）
- 香格里拉·開拓異境～糞作獵手挑戰神作～ 2nd season（觀眾）
- 九龍大眾浪漫（陶鈞[15]）
- 中禪寺老師妖怪講義錄 解謎就交給老師。（惡人）
- 費馬的料理（朝倉海[16]）
- 矢野同學的普通日常（羽柴[17]）
- 惡食千金與狂血公爵（艾利斯蒂德·羅傑·德·加爾布雷斯[18]）
- 星辰光輝更勝太陽（鮎川陽太[19]）
- 最後可以再拜託您一件事嗎？（凱爾·馮恩·帕里斯坦[20]）

2026年
- 金牌得主（第2期）（鴗鳥慎一郎[21]）
- 關於我在無意間被隔壁的天使變成廢柴這件事 第2期（藤宮周[22]）

### 動畫電影
2018年
- 肆式青春（小明〈青年期〉）

2019年
- 天气之子

2024年
- 電影 GIVEN 被贈與的未來 柊mix（八木玄純[23]）
- DEAD DEAD DEMON'S DEDEDEDE DESTRUCTION 惡魔的破壞（渡良瀨[24]）
- Code Geass 奪還的Roze（宗森葵太[25]）

### 網路動畫
2024年
- Fate/Grand Order 搞不懂的藤丸立香 第2期（克珊托斯、士兵B）

2025年
- 迪士尼 扭曲仙境 動畫版（Jack Howl[26]）

### 廣播劇CD
- 小書痴的下剋上：為了成為圖書管理員不擇手段！ 廣播劇CD9（戴肯弗爾格的騎士[27]）
- 关于我在无意间被隔壁的天使变成废柴这件事（藤宫周）

## 外部連結
- 經紀公司個人資料頁（日語）
- 坂泰斗的X（前Twitter）（日語）